# San Giuliano del Sannio
San Giuliano del Sannio là một đô thị ở tỉnh Campobasso trong vùng Molise thuộc nước Ý, có vị trí cách khoảng 13 km về phía nam của Campobasso. Tại thời điểm ngày 31 tháng 12 năm 2004, đô thị này có dân số 1.081 người và diện tích là 23,9 km².
San Giuliano del Sannio giáp các đô thị: Cercepiccola, Guardiaregia, Mirabello Sannitico, Sepino, Vinchiaturo.